# Tour préliminaire à la Coupe d'Asie des nations de football 1988
Cette page présente le tour préliminaire à la Coupe d'Asie des nations 1988.
Vingt pays affiliés à l'AFC s'engagent dans la 9e édition de la Coupe d'Asie des nations. L'Arabie saoudite, tenant du titre et le Qatar, pays hôte du tournoi final, sont directement qualifiés et ne dispute pas ces éliminatoires.

Ce tour préliminaire concerne donc 20 équipes asiatiques, réparties en 6 groupes géographiques. Les deux meilleures équipes de chaque groupe sont qualifiées pour la phase finale au Qatar.

## Tour préliminaire

### Groupe 1:Émirats arabes unisetChine
- Tournoi à Abou Dabi aux Émirats arabes unis :

| Rang | Équipe              | Pts | J | G | N | P | Bp | Bc | Diff |  | Résultats           |  |     |     |     |     |     |
| ---- | ------------------- | --- | - | - | - | - | -- | -- | ---- |  | ------------------- |  | --- | --- | --- | --- | --- |
| 1    | Émirats arabes unis | 9   | 5 | 4 | 1 | 0 | 12 | 1  | +11  |  | Émirats arabes unis |  | 0-0 | 2-1 | 3-0 | 4-0 | 3-0 |
| 2    | Chine               | 9   | 5 | 2 | 3 | 0 | 10 | 1  | +9   |  | Chine               |  |     | 0-0 | 5-0 | 4-0 | 1-1 |
| 3    | Yémen du Nord       | 6   | 5 | 1 | 3 | 1 | 5  | 5  | 0    |  | Yémen du Nord       |  |     |     | 3-3 | 0-0 | 1-0 |
| 4    | Thaïlande           | 5   | 5 | 1 | 2 | 2 | 5  | 12 | -7   |  | Thaïlande           |  |     |     |     | 1-1 | 1-0 |
| 5    | Bangladesh          | 3   | 5 | 0 | 3 | 2 | 1  | 9  | -8   |  | Bangladesh          |  |     |     |     |     | 0-0 |
| 6    | Inde                | 2   | 5 | 0 | 2 | 3 | 1  | 6  | -5   |  | Inde                |  |     |     |     |     |     |

### Groupe 2:KoweïtetJapon
- Tournoi à Kuala Lumpur en Malaisie :

| Rang | Équipe   | Pts | J | G | N | P | Bp | Bc | Diff |  | Résultats |  |     |     |     |     |
| ---- | -------- | --- | - | - | - | - | -- | -- | ---- |  | --------- |  | --- | --- | --- | --- |
| 1    | Koweït   | 7   | 4 | 3 | 1 | 0 | 9  | 0  | +9   |  | Koweït    |  | 1-0 | 0-0 | 5-0 | 3-0 |
| 2    | Japon    | 5   | 4 | 2 | 1 | 1 | 6  | 3  | +3   |  | Japon     |  |     | 1-1 | 1-0 | 4-1 |
| 3    | Jordanie | 5   | 4 | 1 | 3 | 0 | 2  | 1  | +1   |  | Jordanie  |  |     |     | 0-0 | 1-0 |
| 4    | Malaisie | 3   | 4 | 1 | 1 | 2 | 4  | 6  | -2   |  | Malaisie  |  |     |     |     | 4-0 |
| 5    | Pakistan | 0   | 4 | 0 | 0 | 4 | 1  | 12 | -11  |  | Pakistan  |  |     |     |     |     |

### Groupe 3:SyrieetIran
- Tournoi à Katmandou au Népal :

| Rang | Équipe        | Pts | J | G | N | P | Bp | Bc | Diff |  | Résultats     |  |     |     |     | Drapeau du Népal |
| ---- | ------------- | --- | - | - | - | - | -- | -- | ---- |  | ------------- |  | --- | --- | --- | ---------------- |
| 1    | Syrie         | 7   | 4 | 3 | 1 | 0 | 8  | 2  | +6   |  | Syrie         |  | 1-1 | 2-1 | 2-0 | 3-0              |
| 2    | Iran          | 6   | 4 | 2 | 2 | 0 | 6  | 1  | +5   |  | Iran          |  |     | 0-0 | 2-0 | 3-0              |
| 3    | Corée du Nord | 5   | 4 | 2 | 1 | 1 | 3  | 2  | +1   |  | Corée du Nord |  |     |     | 1-0 | 1-0              |
| 4    | Hong Kong     | 1   | 4 | 0 | 1 | 3 | 0  | 5  | -5   |  | Hong Kong     |  |     |     |     | 0-0              |
| 5    | Népal         | 1   | 4 | 0 | 1 | 3 | 0  | 7  | -7   |  | Népal         |  |     |     |     |                  |

### Groupe 4:BahreïnetCorée du Sud
- Tournoi à Jakarta en Indonésie :

| Rang | Équipe       | Pts | J | G | N | P | Bp | Bc | Diff |  | Résultats    |  |     |     |     |
| ---- | ------------ | --- | - | - | - | - | -- | -- | ---- |  | ------------ |  | --- | --- | --- |
| 1    | Bahreïn      | 5   | 3 | 2 | 1 | 0 | 4  | 0  | +4   |  | Bahreïn      |  | 2-0 | 0-0 | 2-0 |
| 2    | Corée du Sud | 3   | 3 | 1 | 1 | 1 | 5  | 3  | +2   |  | Corée du Sud |  |     | 4-0 | 1-1 |
| 3    | Indonésie    | 3   | 3 | 1 | 1 | 1 | 1  | 4  | -3   |  | Indonésie    |  |     |     | 1-0 |
| 4    | Yémen du Sud | 1   | 3 | 0 | 1 | 2 | 1  | 4  | -3   |  | Yémen du Sud |  |     |     |     |

## Qualifiés
- Chine
- Émirats arabes unis
- Koweït
- Japon
- Syrie
- Iran
- Bahreïn
- Corée du Sud

+  Arabie saoudite (tenant du titre) et  Qatar (pays-hôte)